# ماژتسین (استان اشوی‌داشکسیه)
ماژتسین (به لهستانی: Marzęcin) یک منطقهٔ مسکونی در لهستان است که در گمینا پینگچوف واقع شده‌است.